# 奥布拉
奥布拉（Obra），是印度北方邦Sonbhadra县的一个城镇。总人口52398（2001年）。

## 人口
该地2001年总人口52398人，其中男性28662人，女性23736人；0—6岁人口5783人，其中男3064人，女2719人；识字率74.88%，其中男性为82.71%，女性为65.44%。